# Чемпионат Уэльса по футболу
Валлийская Премьер-лига (валл. Cymru Premier) — национальная футбольная лига Уэльса и наивысший дивизион его футбольного чемпионата. До 2002 года лига называлась «Футбольная лига Уэльса», но, в связи со спонсорской сделкой, сменила своё название.

## Образование
Лига была образована в 1992 году Аланом Эвансом, генеральным секретарём футбольной ассоциации Уэльса, считавшим, что Сборная Уэльса по футболу находилась под угрозой со стороны ФИФА. Уэльс вместе с остальными тремя странами соединённого королевства имеет постоянное место в Международном совете футбольных ассоциаций, и было высказано мнение о том, что многие члены ФИФА настаивали на объединении в одну ассоциацию соединённого королевства.

## Участие в еврокубках
Победитель премьер-лиги получает право играть в первом квалификационном раунде Лиги Чемпионов УЕФА. Обладатель национального кубка, серебряный и бронзовый призёры премьер-лиги получают право выступать в Лиге конференций УЕФА.

## Список чемпионов
Чемпионы Лиги Уэльса (1993—2002)
- 1992/93 — Кумбран Таун
- 1993/94 — Бангор Сити
- 1994/95 — Бангор Сити
- 1995/96 — Барри Таун
- 1996/97 — Барри Таун
- 1997/98 — Барри Таун
- 1998/99 — Барри Таун
- 1999/2000 — Тотал Нетворк Солюшнс
- 2000/01 — Барри Таун
- 2001/02 — Барри Таун

Чемпионы Валлийской Премьер-лиги (с 2003 года)
- 2002/03 — Барри Таун
- 2003/04 — Рил
- 2004/05 — Тотал Нетворк Солюшнс
- 2005/06 — Тотал Нетворк Солюшнс
- 2006/07 — Нью-Сейнтс
- 2007/08 — Лланелли
- 2008/09 — Рил
- 2009/10 — Нью-Сейнтс
- 2010/11 — Бангор Сити
- 2011/12 — Нью-Сейнтс
- 2012/13 — Нью-Сейнтс
- 2013/14 — Нью-Сейнтс
- 2014/15 — Нью-Сейнтс
- 2015/16 — Нью-Сейнтс
- 2016/17 — Нью-Сейнтс
- 2017/18 — Нью-Сейнтс
- 2018/19 — Нью-Сейнтс
- 2019/20 — Коннас-Ки Номадс
- 2020/21 — Коннас-Ки Номадс
- 2021/22 — Нью-Сейнтс
- 2022/23 — Нью-Сейнтс
- 2023/24 — Нью-Сейнтс
- 2024/25 — Нью-Сейнтс

## Рекорды лиги
Клубные:
| Место | Клуб             | Победы | Сезоны |
| ----- | ---------------- | ------ | --- |
| 1     | Нью-Сейнтс       | 17     | 1999/00, 2004/05, 2005/06, 2006/07, 2009/10, 2011/12, 2012/13, 2013/14, 2014/15, 2015/16, 2016/17, 2017/18, 2018/19, 2021/22, 2022/23, 2023/24, 2024/25 |
| 2     | Барри Таун       | 7      | 1995/96, 1996/97, 1997/98, 1998/99, 2000/01, 2001/02, 2002/03                                                                                           |
| 3     | Бангор Сити      | 3      | 1993/94, 1994/95, 2010/11 |
| 4     | Рил              | 2      | 2003/04, 2008/09 |
| 5     | Коннас-Ки Номадс | 2      | 2019/20, 2020/21 |
| 6-7   | Лланелли         | 1      | 2007/08 |
| 6-7   | Кумбран Таун     | 1      | 1992/1993 |

Игроки:
- Марк Ллойд-Уильямс провёл 461 матч в премьер-лиге и забил 318 голов, лучший бомбардир в истории лиги.
- Колин Рейнольдс удерживает рекорд по количеству выступлений в премьер-лиге.

## Рейтинг УЕФА
По состоянию на 10 декабря 2021 года:
- 49  Кубок Лихтенштейна по футболу
- 50  Валлийская Премьер-лига
- 51  Национальная Лига Гибралтара
- 52  Избранная лига
- 53  Первая лига Черногории
- 54  Примера Дивизио
- 55  Чемпионат Сан-Марино по футболу